# Syria na Letnich Igrzyskach Paraolimpijskich 2004
Syrię na Letnich Igrzyskach Paraolimpijskich w Atenach reprezentowało 5 sportowców (3 mężczyzn i 2 kobiety). Był to czwarty występ Syrii na paraolimpiadzie. Żaden reprezentant nie zdobył medalu na igrzyskach.

## Wyniki

### Mężczyźni
| Zawodnik              | Kategoria | Wynik             | Pozycja |
| --------------------- | --------- | ----------------- | ------- |
| Ayman Ali             | do 52 kg  | 132,5 kg          | 7.      |
| Youssef Cheikh Younes | do 56 kg  | Zdyskwalifikowany | -       |
| Ammar Cheikh Ahmad    | do 75 kg  | 190 kg            | 5.      |

### Kobiety
| Zawodniczka  | Kategoria  | Wynik                           | Pozycja |
| ------------ | ---------- | ------------------------------- | ------- |
| Natali Elias | do 52 kg   | Nie zaliczyła żadnego podejścia | -       |
| Rasha Sheikh | do 67,5 kg | Nie zaliczyła żadnego podejścia | -       |